# Xanthorhoe strandi
Xanthorhoe strandi là một loài bướm đêm trong họ Geometridae.